# Авамере, Марек
Марек Авамере (эст. Marek Avamere; род. 26 января 1970[…], Пярну) — эстонский гребец, выступавший за сборную Эстонии по академической гребле в начале 1990-х годов. Многократный победитель и призёр первенств национального значения, участник летних Олимпийских игр в Барселоне.

## Биография
Марек Авамере родился 26 января 1970 года в городе Пярну Эстонской ССР. Начал заниматься академической греблей в возрасте 14 лет, проходил подготовку в местном спортивном клубе «Калев». В разное время был подопечным таких специалистов как Кайдо Сиима и Матти Киллинг.
Впервые заявил о себе на международном уровне в сезоне 1988 года, когда в составе сборной СССР принял участие в юниорском мировом первенстве в Милане, где в зачёте восьмёрок стал четвёртым.
Наиболее значимый старт в его спортивной карьере состоялся в сезоне 1992 года, когда он вошёл в состав эстонской национальной сборной и благодаря череде удачных выступлений удостоился права защищать честь страны на летних Олимпийских играх в Барселоне. В составе распашного безрульного экипажа-четвёрки, куда также вошли гребцы Вячеслав Дивонин, Тоомас Вилпарт и Тармо Виркус, Авамере занял последнее пятое место на предварительном квалификационном этапе и затем финишировал пятым в дополнительном отборочном заезде, в результате чего отобрался в утешительный финал С, где пришёл к финишу вторым. Таким образом, расположился в итоговом протоколе соревнований на 14-й строке.
После барселонской Олимпиады Марек Авамере больше не показывал сколько-нибудь значимых результатов в академической гребле на международной арене.
В период 1986—1993 годов в общей сложности 12 раз становился чемпионом Эстонии в различных гребных дисциплинах.